# زمین‌لرزه ۱۹۴۰ ژاپن
زمین‌لرزه ژاپن  در تاریخ ۱ اوت ۱۹۴۰ میلادی، برابر با ‎۱۰ مرداد ۱۳۱۹، ساعت ۱۵:۰۸:۲۶ به زمان یوتی‌سی در ژاپن رخ داد. ژرفای این زلزله ۳۵ کیلومتر بود. بزرگی آن ۷٫۵ در مقیاس Mw اعلام شده‌است. زمین‌لرزه به وقت محلی در روز جمعه، ساعت ۰ روی داده و منطقه زمانی آن یوتی‌سی +۹ بوده‌است .
سازمان زمین‌شناسی آمریکا نیز جای این زمین‌لرزه را در مختصات ۴۴°۱۲′شمالی ۱۳۹°۳۰′شرقی / ۴۴٫۲°شمالی ۱۳۹٫۵°شرقی و بزرگی آنرا برابر با ۷٫۵ در مقیاس ریشتر اعلام کرده‌است. ژرفای گزارش شده از سوی این سازمان ۱۰ کیلومتر می‌باشد.
تعداد زخمیان ۰ نفر برآورده شده‌است.سونامی نیز در این زلزله گزارش شده‌است.